# 佛萊迪餐館之五夜驚魂2 (電影)
《佛萊迪餐館之五夜驚魂2》（英語：Five Nights at Freddy's 2）是一部2025年美國超自然恐怖電影，2023年電影《佛萊迪餐館之五夜驚魂》的續集，改編自史考特·考森開發和創作的同名恐怖遊戲系列，由艾瑪·塔米（Emma Tammi）執導，考森、塔米和塞斯·庫德巴克（Seth Cuddeback）共同編劇，主要演員包括喬許·哈契森、伊莉莎白·萊爾、派珀·魯比歐（Seth Cuddeback）以及馬修·利拉德。
《佛萊迪餐館之五夜驚魂2》由環球影業排定2025年12月5日於美國上映。
| 演員/配音       | 角色             | 備註                                               |
| 喬許·哈契森     | 麦克·舒密特 （Mike Schmidt） | 曾擔當「費斯熊佛萊迪的披薩餐館」的夜間保安。       |
| 伊莉莎白·萊爾   | 凡妮莎·莎莉 （Vanessa Shirley） | 剛康復的夜間巡警。                                 |
| 派佩·魯比奧     | 艾比·舒密特 （Abby Schmidt） | 麥克的妹妹，喜歡畫畫，鍾情「費斯熊佛萊迪」一行人。 |
| 馬修·里沃德     | 威廉·阿夫頓 （William Afton） | 「費斯熊佛萊迪的披薩餐館」的創辦人之一。           |
| 西歐多斯·克萊恩 | 耶利米（Jeremiah）       | 麥克的前同事。                                     |
| 史基特·烏瑞奇   |                  |                                                    |
| 韋恩·奈特       |                  |                                                    |
| 麥肯娜·葛瑞絲   |                  |                                                    |
| 弗莱迪·卡特     |                  |                                                    |
| 提歐·布里奧尼斯 |                  |                                                    |

## 製作
2018年8月，史考特·考森表示，如果《佛萊迪餐館之五夜驚魂》取得成功，可能會拍攝其續集，故事將延續遊戲《佛萊迪餐館之五夜驚魂2》的情節。2023年2月，馬修·利拉德透露他與片商簽署三部《佛萊迪餐館之五夜驚魂》電影片約。2024年1月，喬許·哈契森透露續集正在開發中。4月，布倫屋製片公司正式確認製作續集，吉姆·韓森怪物工坊將會回歸為續集設計機械玩偶。10月，確認哈契森、伊莉莎白·萊爾、派珀·魯比歐（Seth Cuddeback）以及利拉德將回歸飾演各自的角色。

### 拍攝
電影最初預定於2024年10月底展開主體拍攝。10月17日，利拉德在紐約漫畫展上表示拍攝將在「10天」後開始進行。拍攝於2024年11月正式開始進行。

## 發行
《佛萊迪餐館之五夜驚魂2》由環球影業排定2025年12月5日於美國上映。

## 外部連結
- 互联网电影数据库（IMDb）上《佛萊迪餐館之五夜驚魂2》的资料（英文）